# Studios Disney de 1922 à 1937
Vous lisez un « bon article » labellisé en 2010.  Il fait partie d'un « bon thème ».
Pour un article plus général, voir Walt Disney Pictures.
Les premières productions en courts métrages d'animation
Studios Disney de 1937 à 1941
L'histoire des Studios Disney de 1922 à 1937 est caractérisée par une production tournée uniquement vers les courts métrages d'animation. Elle donne les racines à la fois du studio Disney mais aussi de toute l'entreprise Walt Disney Company. La période commence en 1922 avec la création du premier studio de Walt Disney à Kansas City, Laugh-O-Gram, et se poursuit en 1923 avec la création du Disney Brothers Studios à Hollywood, où Disney lance plusieurs séries. La première est Alice Comedies, suivie en 1927 par Oswald le lapin chanceux. En raison de problèmes liés aux droits de productions d'Oswald, Disney est contraint de créer une nouvelle série, Mickey Mouse. Fort du succès de celle-ci, Disney lance une seconde série dès 1929, les Silly Symphonies.
Les premières séries sont surtout un apprentissage pour les jeunes membres du studio, pour la plupart de futurs grands noms de l'animation. Avec Mickey Mouse, Disney révolutionne le secteur d'activité, innovant en synchronisant le son avec l'image. Les innovations se poursuivent avec la série Silly Symphonies, qui est la première à utiliser de manière régulière la couleur grâce au procédé Technicolor.
Cette période s'achève de manière informelle avec la sortie du premier long métrage d'animation du studio, Blanche-Neige et les Sept Nains (1937), suivi par d'autres longs métrages, période qui sera appelée le « Premier Âge d'Or » du studio. Toutefois, la production de courts métrages d'animation traditionnelle, qui s'arrête officiellement en 1956, se poursuivra encore jusque dans les années 1970, avec entre autres des courts métrages éducatifs.

## Historique

### 1922-1923: La genèse avec Laugh-O-Gram

Extrait dAlice's Wonderland.

L'histoire du studio Disney commence avec la série Alice Comedies qui remonte au premier studio fondé par Walt Disney à Kansas City en 1922, alors qu'il n'avait que 21 ans, Laugh-O-Gram Films Inc. Ce petit studio avait obtenu un contrat de 11 000 $ pour la production de six courts métrages animés basés sur les contes de fées populaires et des histoires pour enfants. Parmi ses employés, on retrouve Ub Iwerks, Hugh Harman, Rudolf Ising, Carman Maxwell et Friz Freleng. Les productions de la jeune société sont bien accueillies dans la région de Kansas City, mais les coûts dépassent les revenus. Elle produit aussi plusieurs films publicitaires d'une minute diffusés dans le Newman Theater et nommés pour cette raison Newman Laugh-O-Grams.
Au printemps 1923, Walt Disney a l'idée de mélanger ses intérêts dans l'animation et les films en prise de vue réelle afin de dynamiser son studio. Avant l'été, il utilise ses animateurs et son matériel pour produire un film supplémentaire, Alice's Wonderland, le pilote des Alice Comedies. Cependant la société fait faillite en juillet 1923.

### 1923-1927: Disney s'installe à Hollywood, Alice Comedies et Oswald

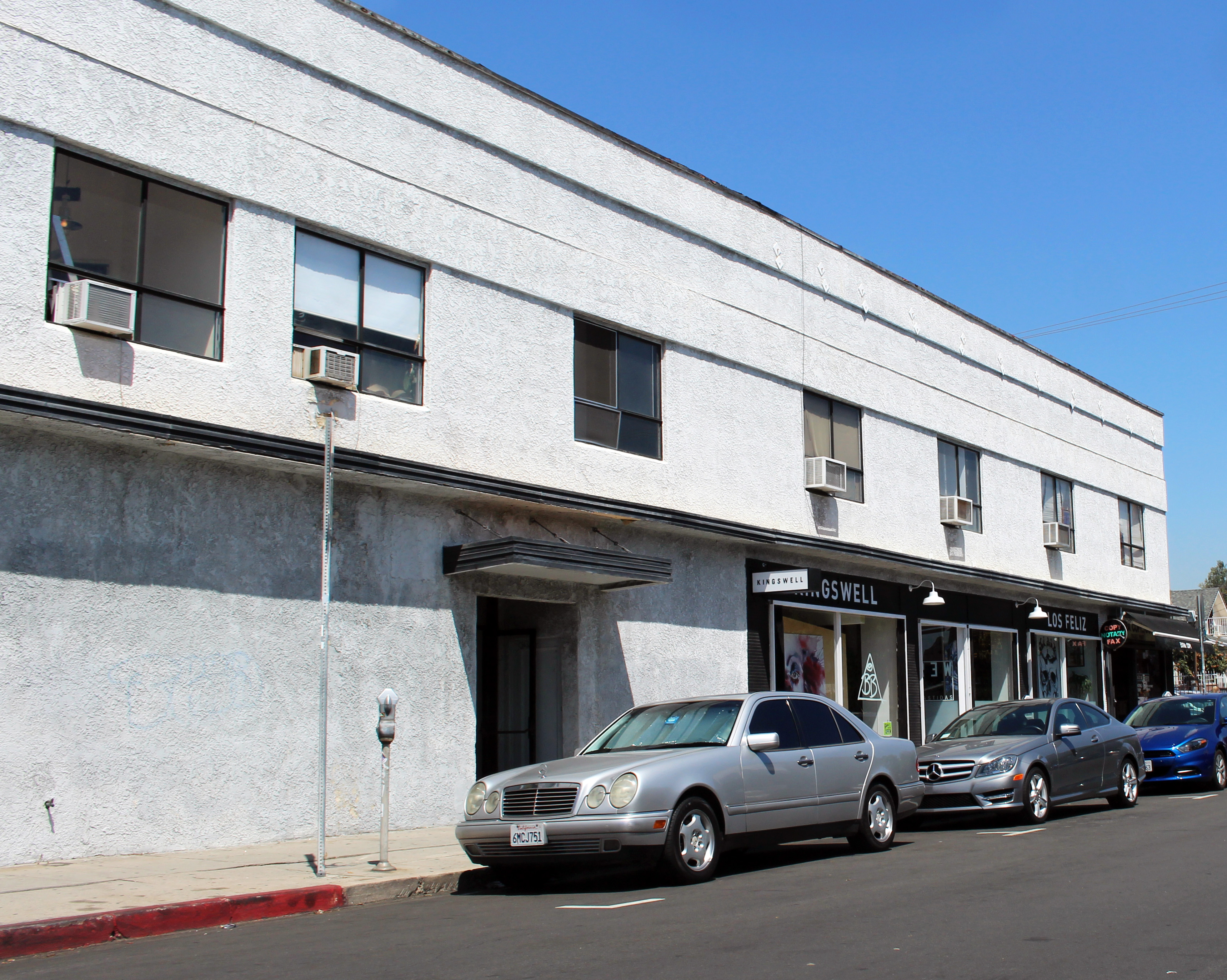
Bâtiment sur Kingswell Avenue ayant accueilli les Disney Brothers Studios de 1923 à 1926.

En 1923, Walt Disney et son frère Roy Oliver fondent un studio d'animation qu'ils baptisent Disney Brothers Studios. Walt Disney obtient alors un contrat avec Winkler Pictures, le studio dirigé par Margaret Winkler et son futur mari Charles B. Mintz. Le contrat comprend six courts métrages (durée maximale d'environ 9 min), avec une option pour six supplémentaires, et un premier film à délivrer le 15 décembre. Le studio parvient à renouveler son contrat trois fois et produit 57 épisodes d'Alice Comedies. En 1925, l'équipe des frères Disney emménage dans des studios sur Hyperion Avenue dans le district de Silver Lake à Los Angeles. En 1926, le studio des frères Disney se rebaptise Walt Disney Studio.

Quelques affiches des Alice Comedies
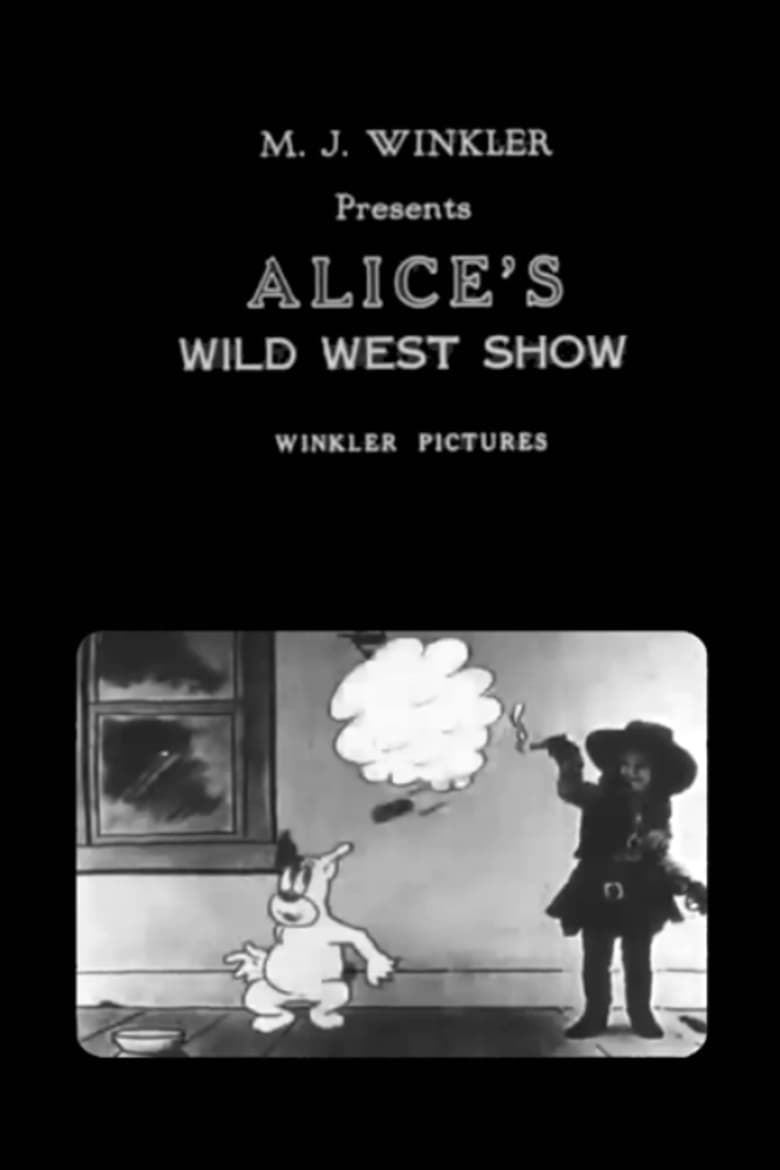
Alice's Wild West Show (1924)
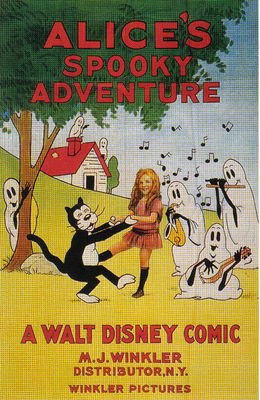
Alice's Spooky Adventure (1924)
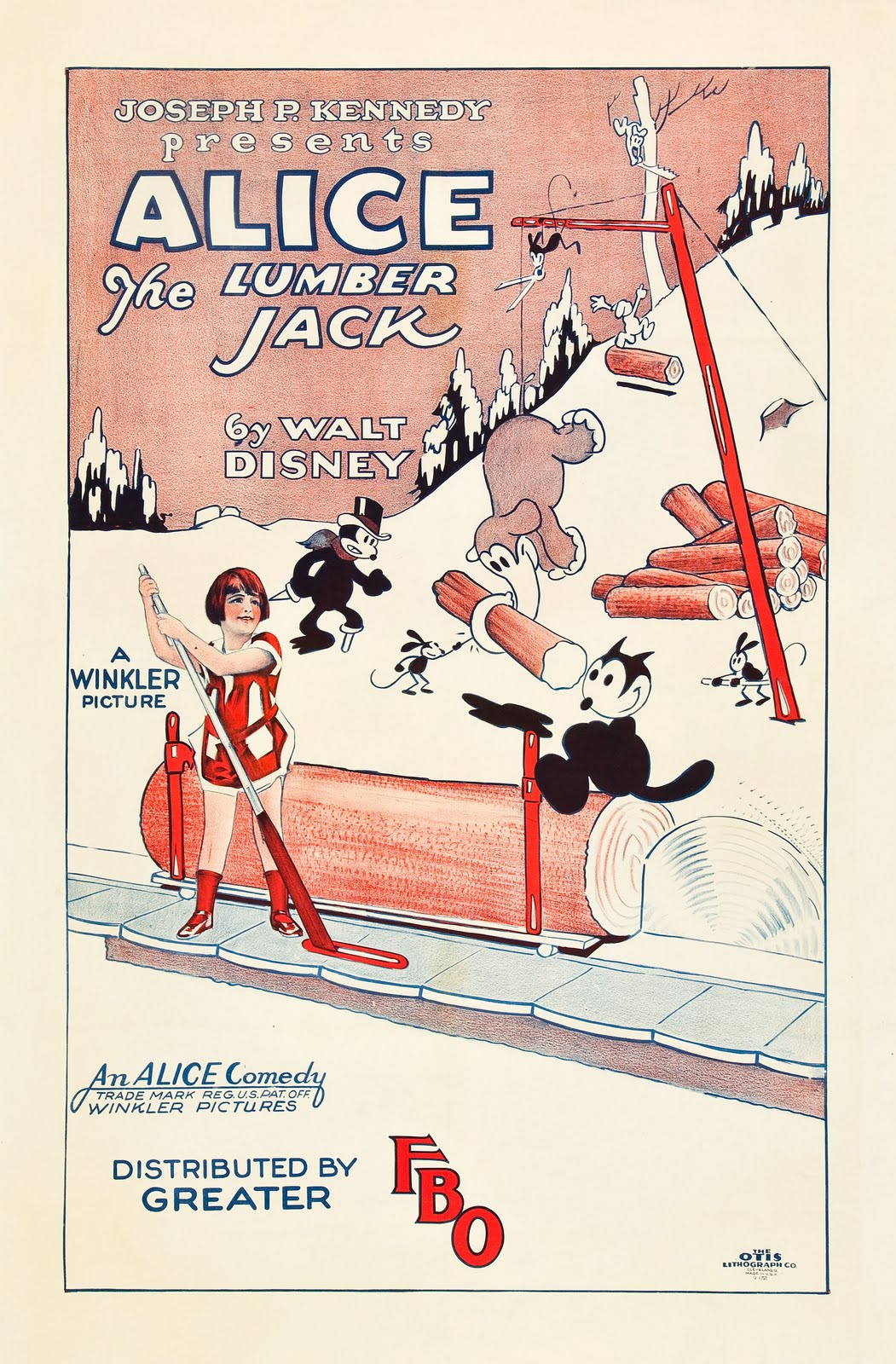
Alice the Lumberjack (1926)

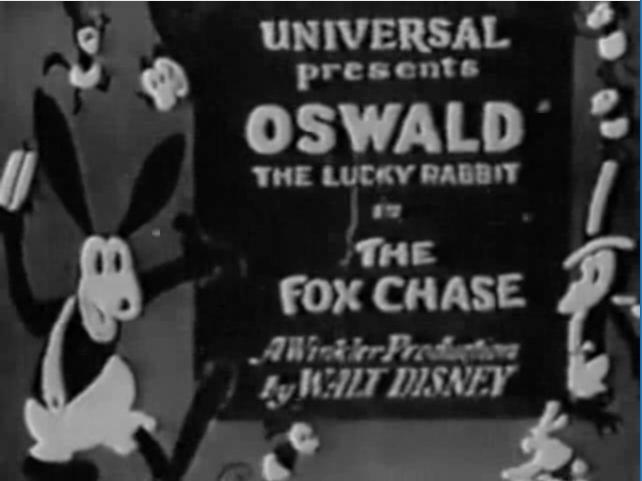
Titre du court métrage d'Oswald, The Fox Chase (1928).

En janvier 1927, Charles Mintz demande à Disney, qui achève les derniers courts métrages des Alice Comedies comme l’exige son contrat, de concevoir un personnage de lapin qui sera le héros d'une nouvelle série. Dans le courant du mois, Disney lui renvoie une série d'esquisses préparatoires proposant différents lapins. Le 4 mars 1927, Mintz signe avec Universal Pictures un contrat de production qui prévoit 26 courts métrages,. Ce n'est qu'ensuite que Mintz commande à Disney la réalisation des Oswald le lapin chanceux. Confiant, grâce au succès certain de la série courant janvier 1928, et à l'approche de la fin du contrat, Disney se rend mi-février à New York pour rencontrer Mintz et lui demander, en même temps qu'un renouvellement du contrat, une augmentation de son budget. Ce dernier lui apprend que, d'après les contrats signés en 1927, c'est Universal qui détient les droits de la série, Winkler n'étant qu'un intermédiaire ayant mandaté Disney pour la production. Mintz avertit en outre Disney qu'en cas de refus, il peut continuer à produire la série dans son propre studio avec une partie des animateurs de Disney qui ont déjà signé un nouveau contrat avec lui. Maureen Thomas et François Penz déclarent même que « Winkler a volé les droits d'Oswald à Disney ». La motivation de Mintz est assez simple : il souhaite contrôler un peu plus la production des Oswald, les animateurs de Disney devenant ses employés.

### 1928: Changement de personnage, naissance de Mickey Mouse

Mickey Mouse dans Steamboat Willie (1928)

Mickey Mouse, héros de la série homonyme, est créé en 1928 pour remplacer le personnage d'Oswald le lapin chanceux, perdu par Walt contre son gré,. Ce lapin, créé au début de l'année 1927 sous le crayon d'Iwerks, était produit par les studios Disney sous contrat avec Charles B. Mintz et distribué par Universal Pictures. Après presque un an d'existence, Oswald est relativement populaire et rapporte de l'argent.
Courant février 1928, Walt Disney se rend à New York pour négocier avec Mintz une part de revenus plus importante pour chaque film. Mais il est abasourdi — Leonard Mosley précise : « outré de la perfidie, le cœur brisé par la déloyauté » — quand l'homme d'affaires lui annonce que non seulement il souhaite réduire les coûts de productions, mais en plus il prend sous contrat la plupart de ses principaux animateurs. Mintz menace Disney de créer son propre studio s'il n'accepte pas de réduire ses coûts de production. En outre, c'est Universal, et non pas Disney, qui détient, à cause d'un contrat signé un peu rapidement par Walt, la marque commerciale sur Oswald le Lapin, ce qui signifie qu'il peut très bien se passer de lui pour faire ses films.
Disney refuse. Micheal Barrier indique que Disney quitte New York le 13 mars 1928, pour retourner à Los Angeles, après trois semaines de négociation avec Winkler. Walt perd alors la majeure partie de son équipe d'animation. Lui, Iwerks et quelques « fidèles » (dont Les Clark) commencent alors à travailler secrètement sur un nouveau personnage pour remplacer Oswald le Lapin tandis que le reste de l'équipe poursuit la production d'Oswald. Parmi les animateurs qui ne partiront pas, certains ne sont pas mis dans la confidence de la naissance de ce nouveau personnage, comme Johnny Cannon. Walt n'oubliera jamais ce revers et prendra à l'avenir soin de s'assurer la détention des droits sur chaque création.
En 1929, Walt Disney décide de scinder la société en quatre, le studio devenant Walt Disney Productions. L'animation est alors au centre de l'activité de la société, les trois autres sociétés étant elles plutôt liées aux autres activités de l'empire Disney :
- Walt Disney Enterprises pour la gestion des droits liés aux productions cinématographiques ;
- Walt Disney Film Recording Co pour le tournage des films ;
- Liled Realty and Investment Co pour les investissements financiers.

### 1929-1934: Organisation du travail, innovation et internationalisation

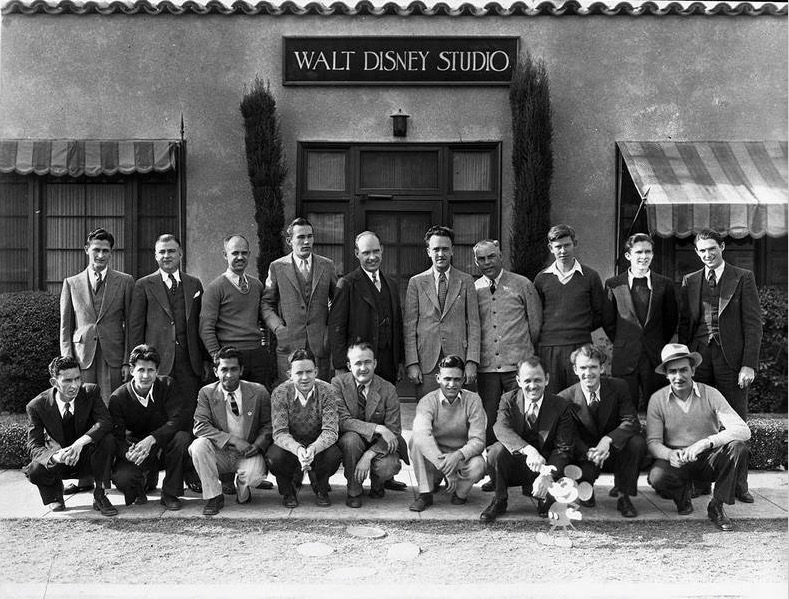
L'équipe Disney devant le studio sur Hyperion Avenue en 1929.

Vers 1929, les studios d'animation ne comportent alors que quelques animateurs répartis en deux équipes :
- l'une réalisant de préférence les Mickey Mouse : Ben Sharpsteen, Burton Gillett, Jack King, Norman Ferguson, assistés de Dick Lundy et Merle Gibson ;
- l'autre, polyvalente, destinée en partie aux Silly Symphonies : Ub Iwerks, Les Clark, Johnny Cannon, Wilfred Jackson, assistés de Jack Cutting.

Rapidement, les équipes s'étoffent pour assurer l'importante production des studios. On dénombre ainsi seize animateurs pour le seul court métrage En plein boulot (1931), la plupart étant nommés officiellement pour la première fois comme animateur après une période de formation.
Alors que le personnage de Mickey Mouse était encore peu connu, Walt Disney a cherché à distribuer la série mais un commercial lui a répondu qu'il n'avait pas de marque assez reconnue et qu'il ne pouvait pas lui payer la somme désirée. Le commercial lui fit une explication avec la marque de bonbons alors en vogue Life Savers et que le nom de Disney n'était pas assez connu. Une conséquence de cette histoire est que Walt Disney a mis en gros le nom de Mickey Mouse puis des autres séries tout en n'oubliant pas la mention Walt Disney Presents ou Walt Disney's, son nom devenant ainsi une marque.
En 1930, Roy Disney délègue la gestion des licences à deux agents et nomme George Borgfeldt comme représentant pour les licences aux États-Unis et cinq mois plus tard William B. Levy comme représentant à Londres,.
Le 16 février 1931, la MPAA demande au studio Disney de réduire ou supprimer les pis des vaches des courts métrages d'animation considérés comme surdimensionnés et indécents y compris ceux de Clarabelle,.
En 1931, Walt Disney crée un département des scénarios, dirigé alors par Ted Sears, composé d'animateurs qui, comme Walt l'explique lui-même, « pensent en dessins, et c'est avec ces dessins que nous racontons nos histoires, pas avec des mots ». C'est ce département qui produit à la demande de Walt, des analyses des principaux personnages avec leur gestuelle et leurs caractères, voir leur psychologie, qui servent ensuite de références aux animateurs. Le studio crée aussi le 15 novembre 1932, une école interne pour ses animateurs, la Disney Art School.
Au niveau graphique, le studio commence à produire en 1932, sous l'impulsion de Walt des Silly Symphonies avec le tout nouveau procédé Technicolor. Ce système permet d'utiliser tout le spectre de l'arc-en-ciel transformant les publicités d'alors en monde coloré. Le premier dessin animé en couleur est la Silly Symphony intitulée Des arbres et des fleurs (Flowers and Trees), qui venait juste d'être terminée, mais en noir et blanc. Disney négocie avec Technicolor une exclusivité de deux ans sur son procédé afin de pouvoir, espère-t-il, rentrer dans ses frais, très élevés en raison du coût exorbitant de ses productions, encore décuplé par le nouveau procédé,. Frank Thomas et Ollie Johnston expliquent que le département des effets spéciaux n'était composé au début des années 1930 que de deux animateurs Ugo D'Orsi et Cy Young avec parfois un assistant.
Au niveau sonore, la Parade des nommés aux Oscars 1932 (18 novembre 1932) est le premier court métrage de Disney à utiliser le système RCA Photophone, suivi par L'Atelier du Père Noël (10 décembre 1932, première Silly Symphony) et Bâtissons (Building a Building, 7 janvier 1933, premier Mickey Mouse).
En décembre 1932, le journal Topolino est lancé en Italie sous licence.  En juillet 1933, la filiale Mickey Mouse Ltd est fondée à Londres pour le marché britannique et superviser l'ensemble des marchés européens. En juillet 1934, la filiale Mickey Mouse SA est fondée à Paris pour le marché français. La filiale italienne Creazioni Walt Disney S.A.I est fondée quelques années plus tard le 8 mai 1938,.
Avec le départ en 1934 de Burton Gillett, Ben Sharpsteen est nommé producteur sur de nombreux films des années suivantes. Cette nomination est une récompense de son travail acharné, il a dessiné des scènes et personnages sur 97 des 116 courts métrages produits entre 1929 et 1934.

### 1934-1937: Naissance d'un studio important
Au milieu des années 1930, le studio produits environ vingt courts métrages par an et grâce au contrat signé avec United Artists, le coût moyen de production qui est d'environ 50 000 USD est compensé par des revenus de l'ordre de 120 000 USD générant donc un bénéfice annuel de 660 000 USD rien que pour les films. Le studio reçoit aussi des royalties des licences de produits dérivés et en 1937, Disney signe un contrat encore plus favorable avec RKO Pictures. Mais depuis 1934, cette importante somme d'argent est investie dans de nombreux projets tant techniques qu'artistiques.
Le contrat avec RKO permet à Disney une plus grande liberté et le studio lance plusieurs séries dont une consacrée à Donald Duck en 1937, une intitulée Donald et Dingo en 1938 puis une première série consacrée à Dingo à partir de 1939, et d'autres suivront.

## Productions

### Courts métrages d'animation
- 1922-1923 : Laugh-O-Gram
- 1924-1926 : Alice Comedies
- 1927-1928 : Oswald le lapin chanceux
- à partir de 1928 : Mickey Mouse
- à partir de 1929 : Silly Symphonies

### Longs métrages d'animation
- 1937 : Les Chefs-d'œuvre de Walt Disney (Academy Award Review of Walt Disney Cartoons)compilation de cinq courts métrages Silly Symphonies récompensées aux Oscars du cinéma.
- 1937 : Blanche-Neige et les Sept Nains (Snow White and the Seven Dwarfs) en production à partir de 1934.

## Analyse
Le court métrage était le seul format existant en animation lorsque les studios Disney commencèrent leur production au milieu des années 1920. La production est alors d'une série unique pour le studio tel que les Alice Comedies ou Oswald le lapin chanceux puis à la fin des années 1920, une seconde série nommée Silly Symphonies est lancée en parallèle de celle de Mickey Mouse. Les films appartenant à l'une des séries sont souvent regroupés sous le terme de « classiques ».

### Apprentissage des années 1920
Pour Merrit et Kaufman l'étude des premiers films de Disney, réalisés dans les années 1920, avant d'être éclipsés par les Mickey Mouse et Silly Symphonies ont la particularité de n'avoir aucun sens d'évolution particulier, aucun jalon, et se résument par une accumulation d'éléments disparates.
Les films réalisés par Laugh-O-Grams à Kansas City sont assez innovants mais techniquement assez proches des Oswald le lapin chanceux et dans les Alice Comedies, le chat Julius n'innove pas du tout en se contentant d'imiter Félix le Chat. Mais graphiquement parlant, les décors au sein de la série Alice Comedies suivent une tendance inverse à l'amélioration qui vont des très riches et significatifs des Alice's Egg Plant, Alice Picks the Champ et Alice Rattled by Rats (1925) à ceux très schématiques Alice the Fire Fighter et Alice's Brown Derby (1926). Même le personnage d'Alice suit cette tendance, Virginia Davis est très présente et interagit avec les autres personnages mais quand elle est remplacée par Margie Gay le personnage d'Alice « se contente de gesticuler tel un piéton », ce qui est dû à la nécessite de réduire les coûts de production.
Les Laugh-O-Grams, réinterprétant des contes populaires sont souvent comparés avec les productions similaires plus tardives et dénotent une faiblesse narrative importante accès sur le gag plus que sur la « résonance mythique », l'usage de symbole, de mythes qui transcendent l'histoire.
Dès 1925, Walt Disney utilise le recyclage en réutilisant des gags, des scénarios et dessins. La production des Alice et Oswald a permis aux équipes de Disney de se constituer une bibliothèque de gags et de personnages secondaires, réutilisés dans les années 1930 donnant l'impression d'être des séries d'apprentissages. Ce qu'il reste surtout de la période dans l'histoire de Walt Disney est avant tout sa détermination à créer son propre studio d'animation. Mais cet usage est souvent associé à l'influence des distributeurs de Disney qui demandent explicitement à Disney d'user du même humour que Félix le Chat ou Koko le Clown, et ce dès 1924 comme l'atteste une lettre datée du 9 janvier 1924 de Margaret Winkler.

### Mickey Mouse, l'animation parlante
Steamboat Willie, diffusé en public pour la première fois le 18 novembre 1928, est le film utilisé comme date officielle de la naissance de Mickey Mouse et très souvent comme le premier film d'animation avec du son. Ces éléments sont surtout dus à l'importante reconnaissance du public. Les films parlants sont alors considérés comme innovants et le premier film avec des séquences de paroles, Le Chanteur de jazz (1927) avec en vedette Al Jolson, n'est sorti que le 6 octobre 1927, soit moins de 60 semaines auparavant. Durant l'année qui s'est écoulée, la plupart des lieux de projection américains se sont équipés de systèmes sonores. Walt Disney a voulu profiter de cette nouvelle tendance et parvient visiblement à ses fins. En moins d'un an, Mickey devient un personnage connu de tous les États-Unis mais aussi à l'international.
Des personnages comme Félix le Chat sont alors éclipsés par cette souris parlante. Comme le précise Nicole Bungener dans son résumé sur l'Art du dessin animé inspiré par la biographie de Bob Thomas dans Le monde enchanté de Walt Disney - L'univers Inconnu, c'est surtout le fait que Mickey avait un caractère qui l'a départagé de ses concurrents, le son fut néanmoins d'une grande aide pour l'identification du caractère.
Frank Capra, dans son autobiographie The Name Above the Title évoque sa première rencontre avec Mickey Mouse et écrit simplement que les images et le son étaient superbement synchronisés et que c'était nouveau et entrainant. Neil Sinyard précise que Capra était alors un réalisateur reconnu et que l'impact sur le public était sûrement plus important. Il ajoute que les années 1930 ont vu le niveau des standards de l'animation grimper considérablement tandis que Disney a établi et consolidé sa prééminence dans le domaine de l'animation.
Pour Steven Watts, l'usage de chansons de ragtime au piano par Mickey et les autres séquences musicales de Rythme en bleu (1931) démontre la dette que Walt Disney a vis-à-vis des autres formes de divertissements de masse.

### LesSilly Symphonies, laboratoire pour le premier long métrage
Disney souhaitait dès 1926 produire des courts métrages en couleur mais les procédés techniques d'alors étaient trop onéreux et pas adaptés à l'animation, en raison de la faible gamme de couleurs disponibles, le plus connu était un système Technicolor sur deux bandes. En 1932, Disney se lance dans la production de courts métrages totalement en couleur avec le procédé Technicolor (sur trois bandes) sur le court métrage Des arbres et des fleurs (1932) présenté à partir du 15 juillet au célèbre Grauman's Chinese Theatre. En juillet 1933, Disney parvient à signer un contrat de trois ans avec RKO-UA pour produire des Silly Symphonies uniquement en couleur, grâce au contrat d'exclusivité de cinq ans obtenu auprès de Technicolor pour l'utilisation de son procédé.
À partir de 1934 et durant toute l'élaboration du film Blanche-Neige et les sept nains, la série des Silly Symphonies sert de banc d'essais afin d'améliorer les techniques d'animation et ainsi en faire profiter Blanche-Neige et les Sept Nains. C'est ainsi que de nombreux nains et sorcières apparaissent dans les courts métrages du studio durant cette période, comme dans Les Enfants des bois. Des développements et formations sont lancés. Ils permettent d'élever la qualité des studios et de donner au long métrage la qualité voulue par Walt Disney.
Les courts métrages des Silly Symphonies souvent cités comme ayant servi de test sont :
- The Goddess of Spring (1934), avec Perséphone pour l'apparence du personnage de Blanche-Neige[50] ;
- Broken Toys (1935), avec la poupée aveugle pour la délicatesse des mouvements féminins de Blanche-Neige[51] ;
- Le Vieux Moulin (1937), pour les effets de profondeur grâce à la caméra multiplane[52].

En parallèle, Disney regroupe de nombreuses œuvres littéraires et des dessins de tous horizons au sein de la Disney Animation Library. Ainsi, durant l'été 1935, un voyage en Europe lui permet d'acheter 350 livres supplémentaires d'auteurs européens, élargissant les sources d'inspiration,. Robin Allan donne le détail suivant des livres reçus par la bibliothèque du studio entre le 5 juillet et le 24 septembre 1935 : 149 d'Allemagne, 90 de France, 81 du Royaume-Uni et 15 d'Italie.

### La production de courts métrages après 1937
Pour Neil Sinyard, la production des courts métrages chez Disney change dès le milieu des années 1930, devenant moins fantaisistes, plus didactique et idéalistes à l'instar de La Souris volante (1934) ou Le Lièvre et la Tortue (1935). Il évoque comme raison le fait que Walt Disney s'orienter alors vers un nouveau défi, celui des longs métrages.
En 1939, le studio produit La Surprise-partie de Mickey officiellement son premier court métrage publicitaire, ici pour la marque de biscuit Nabisco, bien que le studio ait déjà produit des courts métrages spéciaux tel que la Parade des nommés aux Oscars 1932. Plusieurs sociétés ont commandité par la suite des films. La production de court métrage explicitement publicitaire s'est, à cause de la Seconde Guerre mondiale, rapidement confondue en 1941 avec la production de court métrage de propagande. Ainsi Donald bénévole (1940) fait officiellement partie de la série Donald Duck malgré son thème de soutien à l'effort de guerre tandis que The Thrifty Pig (1941) au thème similaire est classé comme court-métrage de guerre.
Aussi en 1941, le film Comment faire de l'équitation lance la sous-série des Comment faire... avec en vedette Dingo. Jack Kinney propose une nouvelle évolution pour Dingo : il souhaite lui donner un rôle plus « docte ». Cette série marque le début des films explicatifs mais le côté humoristique avec Dingo prédomine et on ne peut pas encore parler de films éducatifs.
La Seconde Guerre mondiale a vu l'émergence d'un autre type de production, les films de formation, ici essentiellement militaire. Le premier film est Four Methods of Flush Riveting (1942) produit pour Lockheed Aircraft Corporation afin de former les apprentis techniciens des usines de l'avionneur. Beaucoup de ces films réalisés entre 1940 et 1946 sont encore classés « secret défense » ou considérés comme « banned » (« censurés ») en raison de leur caractère caricatural envers les Japonais, Italiens et Allemands.
D'autres films à but pédagogiques sont produits, essentiellement avec la série I'm No Fool (1955-1956) mettant en vedette Jiminy Cricket.
Au début des années 1950 la production de films éducatifs apparaît avec History of Aviation l'extrait animé de Victoire dans les airs (1952). En parallèle la production des séries dites classiques s'amenuise et Walt Disney arrête la production des séries classiques en 1956 mais la production se poursuit quand même avec des films qualifiés de « spéciaux » par Dave Smith. La plupart possèdent un thème éducatif mais avant tout ludique.
En 1959 avec Donald au pays des mathémagiques le but éducatif s'intensifie. Ce film est ainsi diffusé dans des établissements scolaires afin de « simuler l'intérêt du spectateur pour les mathématiques ».
Durant les années 1960 quelques Dingo et Donald sont encore produits et même un film que l'on pourrait presque qualifier de « propagande » car Family Planning sorti en 1967 soutient le planning familial.
À partir de 1968, la production de court métrage à caractère éducatif a vu l'émergence de séries commanditées (le caractère publicitaire pourrait leur être associé) tel que Upjohn's Triangle of Health pour le groupe pharmaceutique Upjohn (en) et sur la santé puis simplement thématisée. De nombreux courts métrages éducatifs ont toutefois été produits en dehors des séries.